# 높빛도서관
높빛도서관은 경기도 고양시 덕양구 고양동에 있는 시립 도서관이다. 높빛이란 명칭은 순우리말로 고양(高陽)을 뜻하는 말이다.

## 연혁
- 2021년 3월 착공.[2]
- 2023년 3월 30일 도서관 임시 운영 시작.
- 2023년 3월 31일 개관.
- 2023년 4월 3일부터 상호대차(타 도서관 소장도서 신청 서비스) 서비스가 운영 중이다.

## 시설 현황
| 층수     | 시설         | 이용시간             | 이용시간            | 이용시간                                            | 비고                    |
| 층수     | 시설         | 평일                 | 주말                | 휴관일                                              | 비고                    |
| -------- | ------------ | -------------------- | ------------------- | --------------------------------------------------- | ----------------------- |
| 4층      | 그라운드10   | 오전 9시 ~ 오후 8시  | 오전 9시 ~ 오후 6시 | 매주 금요일 관공서의 휴관일 국가가 정한 임시 공휴일 | 청소년 특화 공간        |
| 3층      | 종합자료실   | 오전 9시 ~ 오후 10시 | 오전 9시 ~ 오후 6시 | 매주 금요일 관공서의 휴관일 국가가 정한 임시 공휴일 | 연속간행물, PC코너 포함 |
| 2층      | 종합자료실   | 오전 9시 ~ 오후 10시 | 오전 9시 ~ 오후 6시 | 매주 금요일 관공서의 휴관일 국가가 정한 임시 공휴일 | 연속간행물, PC코너 포함 |
| 1층      | 어린이자료실 | 오전 9시 ~ 오후 6시  | 오전 9시 ~ 오후 6시 | 매주 금요일 관공서의 휴관일 국가가 정한 임시 공휴일 |                         |
| 지하 1층 |              |                      | 오전 9시 ~ 오후 6시 | 매주 금요일 관공서의 휴관일 국가가 정한 임시 공휴일 |                         |